# Économie de l'Aveyron
L'économie de l'Aveyron  comporte les trois pôles traditionnels : l'agriculture, l'industrie et les services. L'agriculture couvre la quasi-totalité de l'espace rural du département. L'industrie est localisée autour de Rodez, de Millau et de Decazeville. Les services sont surtout présents à Rodez.

## Approche globale

### Les actifs selon le secteur d'activité de 2008 à 2019
Le nombre d'actifs au cours de cette période est relativement stable au total mais le nombre d'actifs dans l'agriculture et dans l'industrie  diminue alors qu'il augmente dans les services.
|                                                              | 2008    | 2008   | 2013    | 2013   | 2019    | 2019             | 2019               | 2019 |
| Nombre                                                       | %       | Nombre | %       | Nombre | %       | dont femmes en % | dont salariés en % |      |
| ------------------------------------------------------------ | ------- | ------ | ------- | ------ | ------- | ---------------- | ------------------ | ---- |
| Ensemble                                                     | 112 309 | 100,0  | 110 962 | 100,0  | 111 577 | 100,0            | 47,3               | 78,8 |
| Agriculture                                                  | 12 476  | 11,1   | 11 236  | 10,1   | 11 008  | 9,9              | 29,3               | 16,3 |
| Industrie                                                    | 17 278  | 15,4   | 15 829  | 14,3   | 15 526  | 13,9             | 26,3               | 91,2 |
| Construction                                                 | 9 260   | 8,2    | 9 211   | 8,3    | 8 643   | 7,7              | 10,0               | 68,5 |
| Commerce, transports, services divers                        | 39 210  | 34,9   | 39 935  | 36,0   | 40 590  | 36,4             | 47,6               | 80,7 |
| Administration publique, enseignement, santé, action sociale | 34 086  | 30,4   | 34 751  | 31,3   | 35 810  | 32,1             | 70,5               | 93,0 |

### Les postes salariés par secteur d'activité agrégé et taille d'établissement fin 2019
78,8 % des actifs sont des salariés, mais seulement 16,3 % le sont dans l'agriculture. 24 % des salariés travaillent dans des entreprises de plus de 100 salariés et 26 % dans des moins de 10 salariés. 
|                                                              | Total  | %     | 1 à 9 salarié(s) | 10 à 19 salariés | 20 à 49 salariés | 50 à 99 salariés | 100 salariés ou plus |
| ------------------------------------------------------------ | ------ | ----- | ---------------- | ---------------- | ---------------- | ---------------- | -------------------- |
| Ensemble                                                     | 90 966 | 100,0 | 23 540           | 12 251           | 17 920           | 15 452           | 21 803               |
| Agriculture, sylviculture et pêche                           | 1 747  | 1,9   | 1 450            | 120              | 43               | 134              | 0                    |
| Industrie                                                    | 14 904 | 16,4  | 2 244            | 1 770            | 2 996            | 2 628            | 5 266                |
| Construction                                                 | 6 441  | 7,1   | 2 736            | 1 208            | 1 488            | 769              | 240                  |
| Commerce, transports, services divers                        | 34 481 | 37,9  | 13 392           | 6 033            | 7 063            | 4 119            | 3 874                |
| dont commerce et réparation automobile                       | 13 079 | 14,4  | 5 489            | 2 334            | 2 985            | 1 213            | 1 058                |
| Administration publique, enseignement, santé, action sociale | 33 393 | 36,7  | 3 718            | 3 120            | 6 330            | 7 802            | 12 423               |

## Agriculture

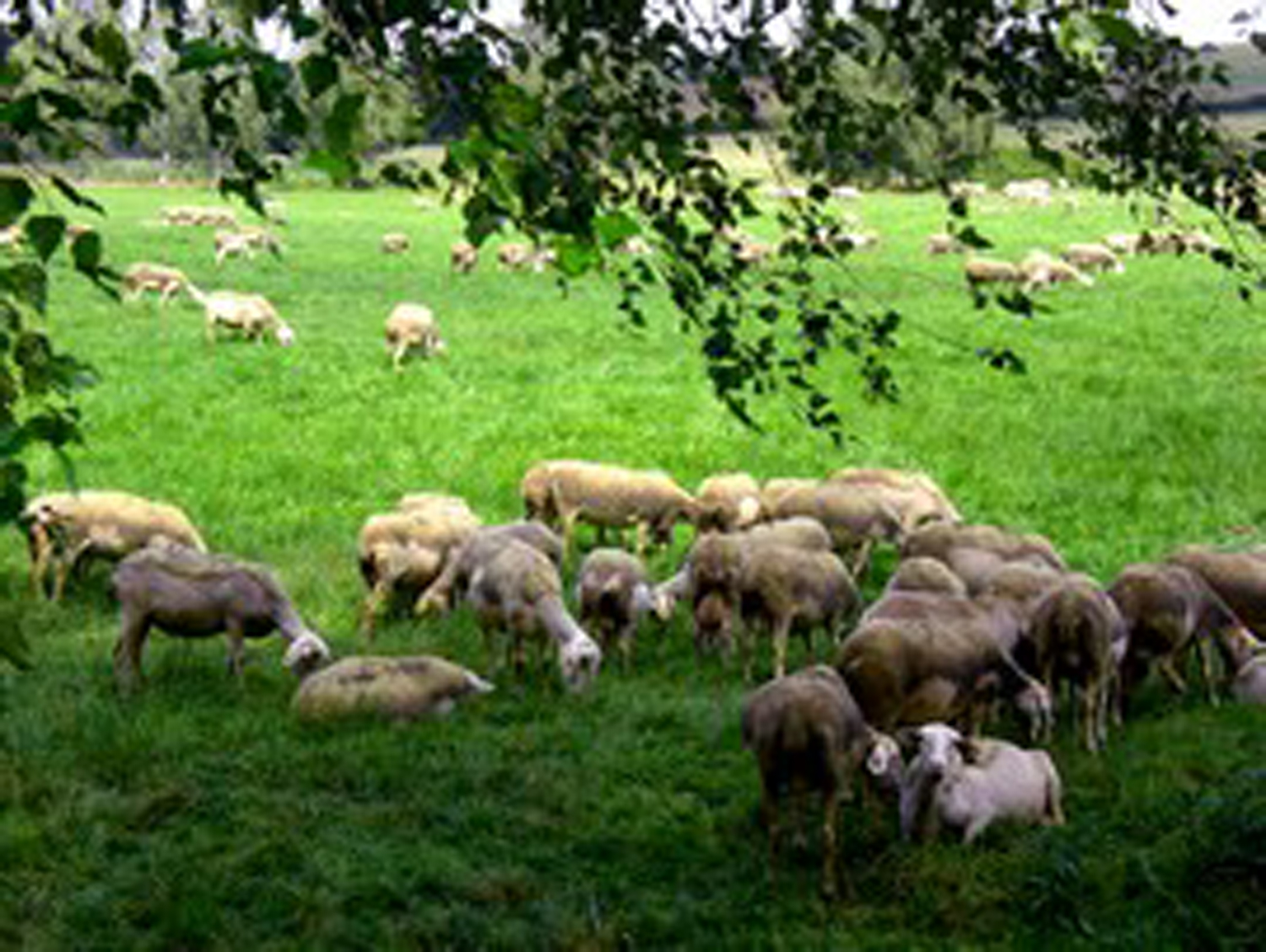
Troupeau de brebis sur le Lévézou

En Aveyron, l'économie traditionnelle est fortement présente comme l'agriculture d'élevage de bovins et surtout d'ovins, les filières du bois et de la transformation fromagère avec les fromages au lait cru : pérail et roquefort (Appellation d'Origine Contrôlée).
Les marchés d'agriculteurs sont innombrables et de qualités mais, pour les communes qui ne s'en sont pas protégées, font de plus en plus les frais de simples vendeurs proposant des productions provenant du commerce international courant et souvent industriel comme les légumes espagnols ou autres salaisons et charcuteries. Ceci déstabilise une certaine économie agricole représentant une part de revenu importante chez certaines familles de paysans ayant conservé cette activité de vente directe et de commercialisation de proximité.
Depuis les années 2010, on note une concentration des exploitations et un développement des productions biologiques.
En 2020 la surface agricole utile (SAU) est de 508 960 ha. Les prairies en occupent 82 %, les cultures de céréales et oléagineux 13 %. Chaque exploitation dispose en moyenne de 67 ha, soit 9 ha de plus qu'en 2010. Le nombre d'exploitations est de 7 637 (2020), dont 47 % sont spécialisées en élevage bovin et 21 % le sont dans l'élevage ovin. Le cheptel est en diminution de 7 % par rapport à 2010. Le nombre d'exploitation pratiquant l'agriculture biologique est passé de 380 en 2010 à 900 en 2020. Les exploitations agricoles emploient 16 700 actifs soit 11 200 équivalents temps plein.

## Industries
C'est dans l'agglomération de Rodez que se concentrent les grosses entreprises du département. On retrouve sur la commune d'Onet-le-Château le groupe allemand Bosch qui employait récemment 2 500 personnes faisant de ce groupe le premier employeur du département. En 2021, Bosch supprime 750 des 1250 postes encore existants. On retrouve dans le quartier de Bourran à Rodez le siège national de la RAGT qui emploie 1 000 personnes. La Sofop (secteur aéronautique) à Luc-la-Primaube représente un avenir pour le développement aéronautique[non neutre].

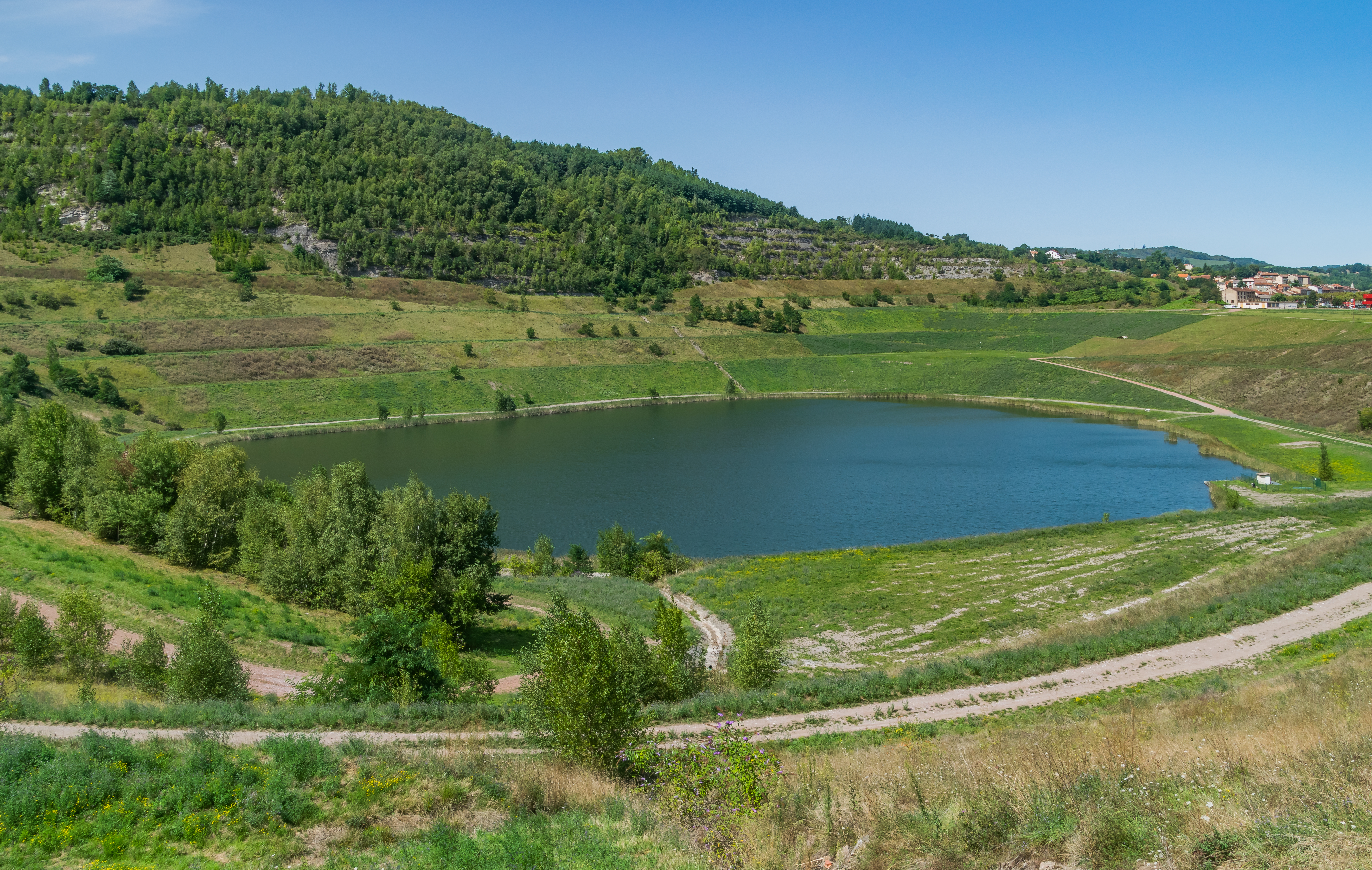
La Découverte, ancienne mine à ciel ouvert à Decazeville réhabilitée

Millau était un des derniers centres de la ganterie française ; les sociétés Fabre (fondée en 1924), Causse (créée en 1892 et qui fait partie du groupe de luxe Chanel depuis quelques années), la société " Atelier du Gantier " (créée en 1989 et reprise en 2012) sont encore présentes dans la ville et maintiennent la tradition gantière millauvoise, les gantiers occupant dans les années 1950 environ 7000 personnes réparties en une soixantaine d'entreprises, qui ont toutes fermé entre les années 1970 et 1990. La construction du viaduc de Millau a permis le développement de la filière logistique. 
Decazeville est une ville de tradition minière et industrielle. Si la mine a fermé au début du XXIe siècle, l'industrie reste active. S.A.M. Technologies y employait ainsi 340 personnes en 2021. Et Fives, l'un des leaders mondiaux de l'ingénierie industrielle, est présent dans le département à travers l'usine de machines-outils de Forest-Liné industrie, à Capdenac-Gare.

## Les services
L'aéroport de Rodez-Aveyron crée un lien avec Paris, Londres, Dublin, Bruxelles. Il concourt au développement économique du département et est en constante évolution. En 2012, on comptait près de 300 000 passagers.

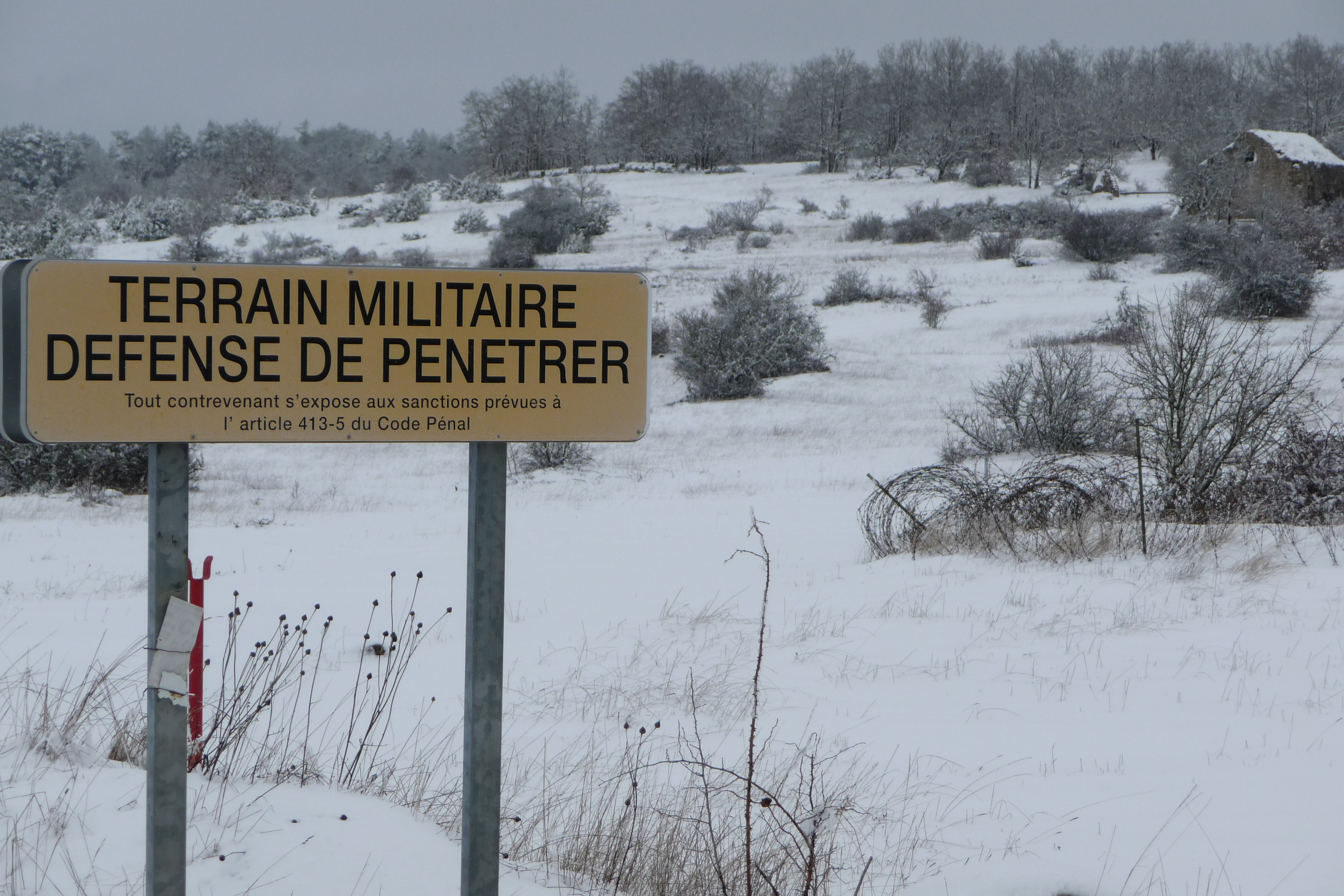
Lisière du camp militaire du Larzac à La Cavalerie

Le secteur sanitaire est centré à Rodez : l'hôpital Jacques-Puel rassemble près de 1 800 personnes et la clinique Sainte-Marie 1 000 personnes.
Les deux voyagistes ruthénois Groupe Verdié Voyages et le Groupe CLC]-Nacel sont les leaders en France du voyage scolaire et linguistique (plus de 500 emplois à Rodez - plus de 200 000 voyageurs par an). Le chiffre d'affaires additionné de ces deux voyagistes dépassant les 160 millions d'euros par année, le tourisme est donc un des piliers importants de l'économie aveyronnaise.[réf. nécessaire]
L'armée est implantée au camp du Larzac avec la 13e demi-brigade de Légion étrangère, ce qui a entrainé la création de près de 1500 emplois.